# Валион
Валион — деревня в Малопургинском районе Удмуртской республики.

## География
Находится в южной части Удмуртии на расстоянии приблизительно 10 км на восток-юго-восток по прямой от районного центра села Малая Пурга.

## История
Известна с 1873 года как починок с 19 дворами, выходцы из деревни Большой Кочевой (ныне село Кечёво). В 1893 году 38 дворов, в 1905 — 39, в 1924 — 51. До 2021 года входила в состав Кечевского сельского поселения.

## Население
Постоянное население составляло: 131 человек (1873 год), 197(1893), 226 (1905), 274 (1924), 210 в 2002 году (удмурты 96 %), 200 в 2012.